# Anfiteatro de Italica
Anfiteatro de Italica är en fornlämning i Spanien.   Den ligger i provinsen Provincia de Sevilla och regionen Andalusien, i den sydvästra delen av landet, 400 km sydväst om huvudstaden Madrid. Anfiteatro de Italica ligger 16 meter över havet.
Terrängen runt Anfiteatro de Italica är platt. Runt Anfiteatro de Italica är det mycket tätbefolkat, med 1 956 invånare per kvadratkilometer. Närmaste större samhälle är Sevilla, 9,4 km sydost om Anfiteatro de Italica. Runt Anfiteatro de Italica är det i huvudsak tätbebyggt.